# Jean-Baptiste Calvignac
 (juillet 2019).
Si vous disposez d'ouvrages ou d'articles de référence ou si vous connaissez des sites web de qualité traitant du thème abordé ici, merci de compléter l'article en donnant les références utiles à sa vérifiabilité et en les liant à la section « Notes et références ».
Jean-Baptiste Calvignac (né en 1854 et mort en 1934) est un syndicaliste socialiste, maire de Carmaux (Tarn).  

## Biographie
Fils de mineur, il est engagé à 19 ans comme ajusteur par la Société des mines de Carmaux, qui avait racheté la Compagnie de Carmaux créée au XVIIIe siècle. Acquis aux idées républicaines et socialistes, il participe tôt à l'activité politique et syndicale, notamment pour la défense de la sécurité au travail. 
Conseiller municipal à 30 ans, il est élu maire de Carmaux, investi le 15 mai 1892. Son licenciement, que le propriétaire de la mine justifie par les absences qu'impose l'exercice du mandat municipal, entraîne un vaste mouvement de grève du 15 août au 3 novembre 1892 auquel participent 2 350 mineurs sur 3 000. Dans ses articles de La Dépêche, Jean Jaurès soutient cette grève qui aboutit à la réintégration de l'élu carmausin et à la démission de Humblot, directeur de la mine, responsable aux yeux des mineurs du renvoi de leur secrétaire syndical, société des mines dont le marquis Ludovic de Solages est administrateur.
En février 1894, il fut suspendu de ses fonctions puis révoqué pour un an, au motif d'un impair dans la révision des listes électorales. Il est alors remplacé par son adjoint Jean-François Mazens qui prend l'intérim, mais qui, lors de la grève de la verrerie de 1895, décide de garder son siège. Calvignac ne retrouvera son siège qu'en 1896, restant maire de la ville jusqu'à l'âge de 75 ans.

## Hommages
Le centre culturel de la ville de Carmaux, ex-clinique Sainte-Barbe, a été nommé en son nom.
Sa petite-fille Jacqueline Escudier-Calvignac lui rend hommage dans le film documentaire L'Épopée des gueules noires diffusé sur France 2 en 2017 puis rediffusé sur France 3 en 2020, et visionnable en ligne.